# Associação Desportiva e Cultural Metodista (handball)
Pour le club de volleyball, voir Associação Desportiva e Cultural Metodista.
Dernière mise à jour : 10 juillet 2023.
L'Associação Desportiva e Cultural Metodista est un club de handball de l'Universidade Metodista de São Paulo (pt), une université privée méthodiste de São Bernardo do Campo au Brésil. Fondé en 1993 sous le nom d'Associação Atlética Acadêmica Metodista, il devient par la suite Metodista/São Bernardo. Le handball de haut niveau est arrêté en 2017.

## Palmarès
Le palmarès de la section masculine est :
Compétitions internationales
- Coupe du monde des clubs de handball :
  - 3e en 2002
- Championnat panaméricain des clubs
  - Vainqueur (3) : 2007, 2008 et 2012
- Championnat sud-américain des clubs
  - Vainqueur (5) : 1996, 1998, 1999, 2000, 2001

Compétitions nationales
- championnat du Brésil
  - Vainqueur (8) : 1997, 1998, 1999, 2000, 2001, 2002, 2004 et 2006
- Coupe du Brésil
  - Vainqueur (4) : 1997, 2001, 2003 et 2007

Le palmarès de la section féminine est :
Compétitions internationales
- Championnat panaméricain des clubs
  - Vainqueur (1) : 2016

Compétitions nationales
- championnat du Brésil :
  - Vainqueur (9) : 2006, 2007, 2008, 2009, 2010, 2011, 2012, 2014 et 2015

## Personnalités liées au club
Parmi les personnalités liées au club, on trouve :
section masculine
- Felipe Borges (1997-2007)

section féminine
- Bárbara Arenhart
- Eduarda Amorim
- Fernanda da Silva
- Livia Martins Horacio
- Deborah Nunes